# Renacimiento de San Francisco

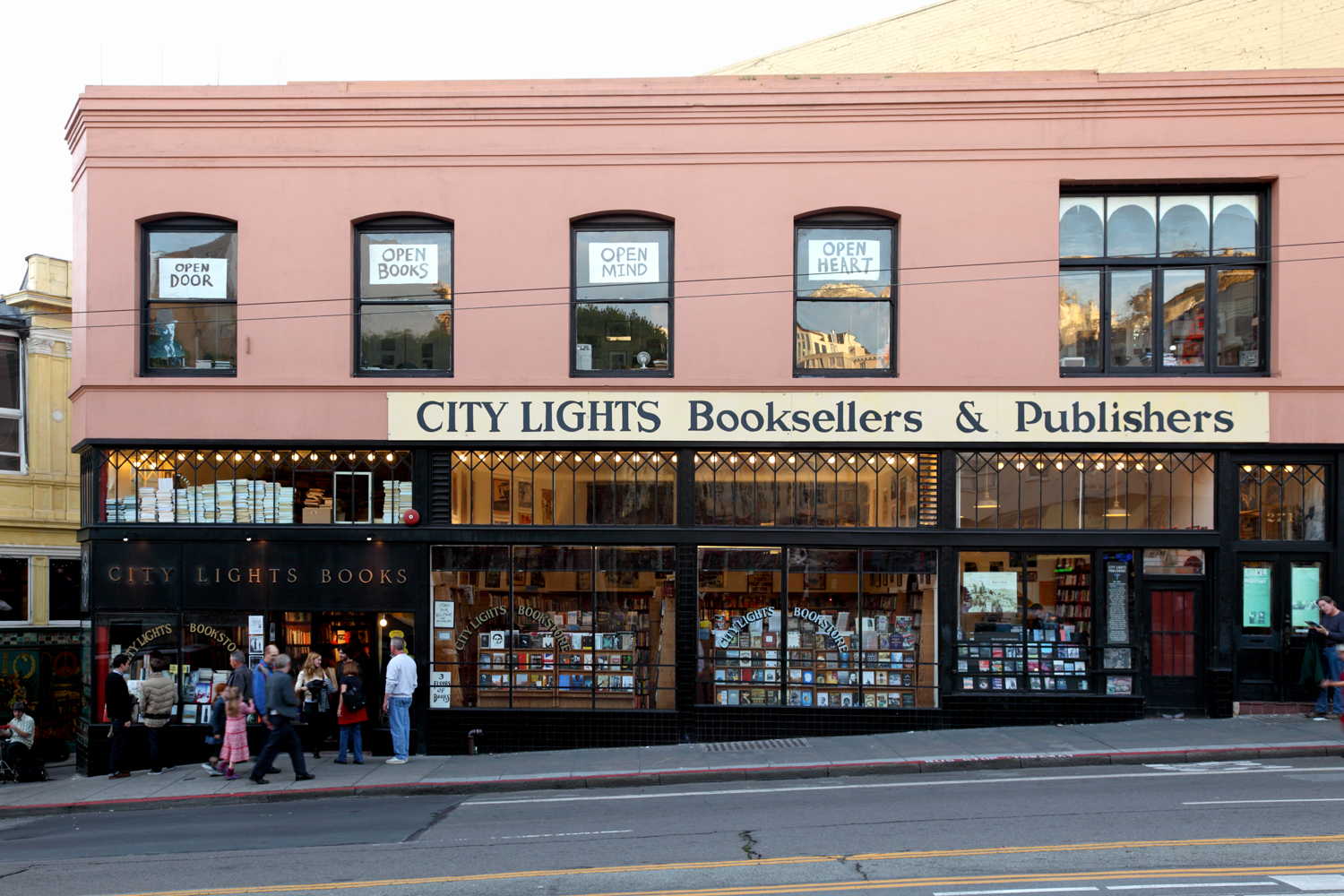
City Lights Bookstore

El término Renacimiento de San Francisco (en inglés: San Francisco Renaissance) es empleado para designar un periodo de importante actividad poética en la ciudad de San Francisco, Estados Unidos, en los años 1950. Aunque algunos (Alan Watts, Ralph J. Gleason, etc.) consideran a este renacimiento un movimiento que acoge también las artes visuales y performáticas, la filosofía, los intereses en otras culturas (Especialmente del Lejano Oriente e India) y nuevas sensibilidades sociales. Es frecuentemente asociado con la Generación Beat.

## Inicios
El poeta Kenneth Rexroth es considerado como uno de los padres del Renacimiento de San Francisco. Rexroth fue un prominente poeta, contemporáneo de Ezra Pound y William Carlos Williams. Fue uno de los primeros poetas americanos en explorar las tradiciones poéticas japonesas como el haiku. También fue fuertemente influenciado por el jazz. 
Por su parte, Madeline Gleason fue la madre de este renacimiento. Durante los años 1940, Rexroth y Gleason compartieron amistad con un grupo de jóvenes poetas de Berkeley entre los cuales estaban Robert Duncan, Jack Spicer y Robin Blaser. Gleason y Duncan fueron muy cercanos, compartiendo y criticando sus trabajos mutuamente.

## Surgimiento
En abril de 1947, Gleason organizó el Primer Festival de Poesía Moderna en la galería Licuen Labaudt en la Calle Gough. Durante dos noches reunió a doce poetas, incluidos Rexroth, Duncan y Spicer, frente a una audiencia llena de jóvenes poetas y amantes de la poesía. Fue el primer reconocimiento público en aquella ciudad a la práctica de la poesía experimental. 
Durante los años 50, Duncan y Robert Creeley dedicaron periodos de su vida para enseñar en el Black Mountain College y fueron un vínculo entre los poetas de San Francisco y los del Black Mountain. Muchos escritores de San Francisco comenzaron a publicar en Origin de Cid Corman y en Black Mountain Review. El interés de Spicer por el cante jondo relacionó el movimiento con los poetas del Deep Image. En 1957, Spicer dio un seminario llamado Poesía como magia (en inglés: Poetry as Magic) en la Universidad Estatal de San Francisco en el cual participó Duncan. 

### Impacto en la Nueva Poesía Americana
Quizás una de las fuentes más fiables para tratar este tema es la antología de Donald Allen, The New American Poetry 1945-1960.  En ella Allen agrupa a varios poetas como San Francisco Renaissance. Marjorie Perloff observa:

Duncan surge como un poeta líder en este grupo incluso cuando hacía parte de Black Mountain. Entre estos poetas, que se volvieron ampliamente reconocidos por sus presentaciones orales en el Área de la Bahía, se incluyen a los siguientes trece: Hermano Antoninus (William Everson), Robin Blaser, Jack Spicer, James Broughton, Madeline Gleason, Helen Adam, Lawrence Ferlinghetti, Bruce Boyd, Kirby Doyle, Richard Duerden, Philip Lamantia, Ebbe Borregaard, y Lew Welch.

La antología de Allen fue fundamental para definir las dinámicas poéticas y culturales de un periodo histórico particular, ahora llamado Renacimiento de San Francisco. Aunque a esta generación en particular se le ha dado un nombre (en gran parte por la antología de Allen), hoy continúa el debate sobre el uso del término renacimiento como etiqueta para definir a esta amplia época.
Aquellos que consideran al término adecuado argumentan que es un hecho que el grupo forjó un renacimiento: su impacto en nuestra conciencia histórica fue (y es) evidente. Para aquellos, el uso del término es todavía verificable. Otros argumentan que la etiqueta de Renacimiento de San Francisco es apenas una etiqueta. Siendo una etiqueta, es un agrupamiento conveniente y arbitrario de algo que es imposible de verificar. Puesto que el impacto de tal fenómeno en nuestra conciencia histórica no es evidente, aquel impacto no debe ser reconocido ni articulado todavía, mucho menos considerado en sí un problema. 
Entre aquellos críticos de la terminología y entre aquellos que se atreven a preguntarse cómo y por qué puede impactar nuestra conciencia, quizás quien lo ha articulado mejor ha sido Ron Silliman: 

[…] el Renacimiento de San Francisco es un agrupamiento, que como he dicho antes, fue apenas un invento de Allen para organizar su material.